# Eduard Vogel von Falckenstein

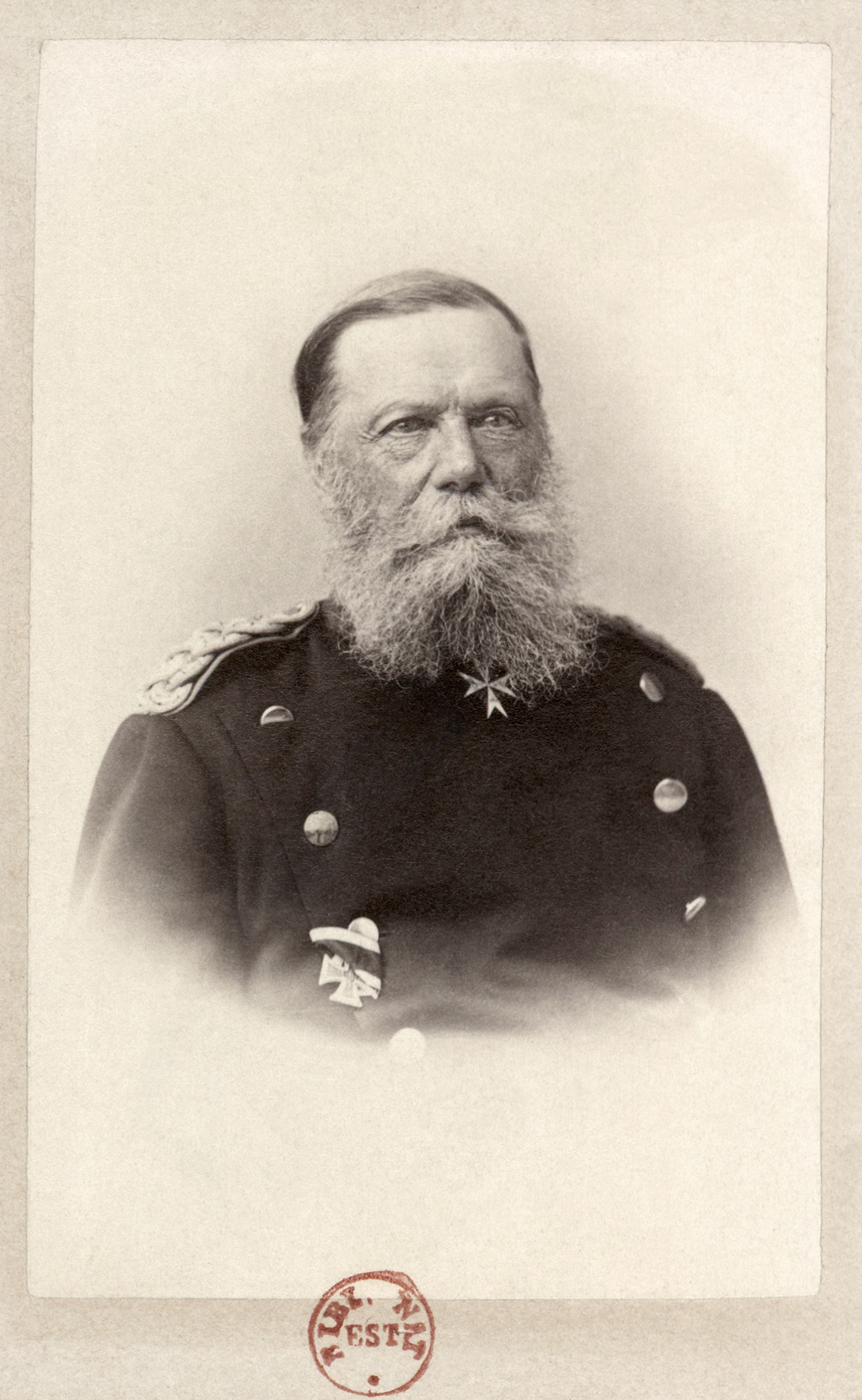
General
Eduard Vogel von Falckenstein

Eduard Ernst Friedrich Hannibal Vogel von Fal(c)kenstein (5 de janeiro de 1797 — 6 de abril de 1885) foi um general-de-infantaria prussiano e representante de Königsberg no Reichstag da Confederação da Alemanha do Norte.